# Flughafen Joinville

i8
i11
i13
Der Flughafen Joinville  (portugiesisch Aeroporto de Joinville - Lauro Carneiro de Loyola; IATA-Code: JOI, ICAO-Code: SBJV) ist ein öffentlicher Flughafen auf 4 m Seehöhe, 12 km von Joinville, Santa Catarina, Brasilien entfernt. Die Fläche des Flughafens beträgt 167 ha. Er hat eine Asphaltpiste mit  1540 m Länge und 45 m Breite.

## Geschichte
Der Joinville Glider Club wurde 1937 gegründet. Seine Mitglieder waren die Pioniere der Luftfahrt in der Stadt und gründeten im folgenden Jahr den Aeroclube de Joinville. Ende der 1930er-Jahre wurde an der Estrada Guilherme der erste Flugplatz der Stadt gebaut, der kommerzielle Luftfahrt mit einer Stinson Reliant der Gesellschaft Aerolloyd Iguassu SA auf der Strecke Curitiba–Florianópolis betrieb.
Im Juni 1941 befand eine Inspektion des Flugplatzes Estrada Guilherme durch das Luftfahrtministerium, dass der Standort ungeeignet sei. Im Oktober wurde ein Gebiet in der Region Cubatão Grande, etwa 15 km von der Stadt entfernt, ausgewählt. Ein Jahr später eröffnete der Aeroclube de Joinville seinen Hangar. Das erste Flugzeug war eine Piper Cub J-3.
1964 wurde die Exekutive der Gemeinde ermächtigt, dem Ministerium für Luftfahrt ein im Norden von Joinville gelegenes Grundstück für den Bau des neuen Flughafens zu spenden.
Das erste Passagierterminal von Joinville wurde 1972 eröffnet. Der Flughafen Joinville erhielt ein neues Management und es wurden mehrere Renovierungsarbeiten durchgeführt, um der wachsenden Passagiernachfrage gerecht zu werden. Die Erweiterung des Passagierterminals und des Rangierbahnhofs sowie die Schaffung einer neuen klimatisierten Ankunftshalle gehörten zu den wichtigsten Renovierungsarbeiten, die Infraero in dieser Zeit durchführte. Das Jahrzehnt endet mit der Ausarbeitung eines Projekts zum Bau eines neuen und modernen Passagierterminals für die Stadt Joinville.
Im Jahr 2001 wurden die Asphalterneuerungsarbeiten an der Start- und Landebahn, dem Rollweg und der Haltestelle abgeschlossen. Im folgenden Jahr kam die neue und moderne Ausrüstung der automatisierten Oberflächenmeteorologischen Station (EMS) an. Die Betriebsorgane der Flugsicherung wurden in neue Einrichtungen verlegt. Im selben Jahr wurde der Joinville Control Tower (TWR-JV) aktiviert. Der Flughafen Joinville – Lauro Carneiro de Loyola wurde am 8. März 2004 eröffnet.
Im Jahr 2013 wurde das Passagierterminal im Hinblick auf die Barrierefreiheit komplett umgebaut. Im Jahr 2014 wurde das Instrument Landing System (ILS) installiert und genehmigt sowie der Boarding Room erweitert.
Nach der 6. Runde im Jahr 2021 der Flughafenkonzessionen wurde CCR der Gewinner der Süd- und Zentralblöcke und erhielt diese für den Flughafen Joinville. Betriebsaufnahme durch die CCR-Gruppe erfolgte im Jahr 2022.

## Flugbetrieb
Im Jahr 2022 wurden 220.257 Passagiere transportiert. Es wurden 5.035 nationale und 14 internationale Flugbewegungen durchgeführt.
LATAM Brasil, Azul Linhas Aéreas und Gol Linhas Aéreas sind die wichtigsten Fluggesellschaften, ⁣⁣die den Flughafen bedienen.